# Hypsioma chapadensis
Hypsioma chapadensis là một loài bọ cánh cứng trong họ Cerambycidae.